# Felipe Bornier
Felipe Leone Bornier de Oliveira (Rio de Janeiro, 26 de dezembro de 1978) é um empresário, mercadólogo e político brasileiro, filiado ao Partido Republicano da Ordem Social.

## Biografia

### Formação
Fez os primeiros estudos no Colégio Anglo-Americano e no Colégio Veiga de Almeida, no Rio de Janeiro. Concluiu o ensino médio no Centro Educacional da Lagoa em 1997, e graduou-se em marketing pela Faculdade Estácio de Sá em 2004, na referida instituição também iniciou o curso de direito, porém não o concluiu.

### Carreira política

#### Deputado Federal (2007-atualidade)
Bornier foi eleito deputado federal pelo PHS nas eleições estaduais de 2006 no Rio de Janeiro, reelegendo-se outras três vezes nas eleições estaduais de 2010, 2014 e 2018. Em 2011, deixou o então PHS pelo, recém criado, PSD, em 2016, novamente filou-se a uma nova sigla, ingressando no PROS.
Como deputado federal, votou a favor da admissibilidade do processo de impeachment de Dilma Rousseff. Já durante o Governo Michel Temer, votou a favor da PEC do Teto dos Gastos Públicos. Em abril de 2017 foi contrário à Reforma Trabalhista. Em agosto de 2017 votou a favor do processo em que se pedia abertura de investigação do presidente Michel Temer.

#### Secretário de Estado (2019-atualidade)
No dia 21 de dezembro de 2018, Felipe Bornier foi anunciado pelo governador fluminense eleito Wilson Witzel (PSC) como titular da Secretaria de Estado de Esporte, Lazer e Juventude, cargo no qual foi empossado em 02 de janeiro de 2019.

## Vida pessoal
É filho de Nelson Roberto Bornier de Oliveira e de Lucir Leone Bornier de Oliveira. Seu pai, advogado e político, elegeu-se diversas vezes deputado estadual e federal e foi prefeito de Nova Iguaçu de 1997 a 2002 e de 2013 a 2016.